# Arin Ilejay

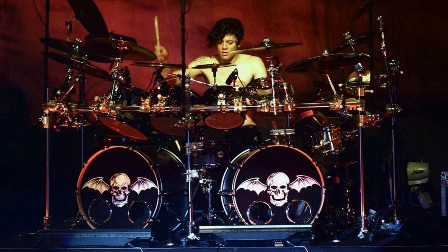
Arin Ilejay

Richard Arin Ilejay (Ventura, 17 februari 1988) is de drummer van de Amerikaanse nu-metalband Islander. Van 2013 tot medio 2015 was hij lid van de band Avenged Sevenfold, waar hij vanaf 2011 op tournee meespeelde. Daarvoor speelde hij bij de band Confide.

## Biografie
Richard Arin Ilejay is geboren in Ventura in Californië. Zijn vader is Ric Ilejay, zijn moeder is Charlotte Tuttle. Beide ouders hebben een muzikale achtergrond. Arins vader is beroepsgitarist, zijn moeder gospelzangeres. Ilejay begon met drummen toen hij negen jaar oud was. Hij leerde muziekstijlen als funk, jazz, rock en latin spelen op jonge leeftijd met zijn vader.

## Avenged Sevenfold
Ilejay nam de plek van Dream Theater-drummer Mike Portnoy over, die tijdelijk voor Avenged Sevenfold drumde omdat de oude drummer James "The Rev" Sullivan in december 2009 overleden was. Ilejay speelde singles in zoals "Not Ready to Die", dat voorkomt in het spel Call of Duty: Black Ops in de zombie-map "Call of the Dead", en "Carry On", dat voorkomt in het spel Call of Duty: Black Ops II. Op 9 augustus 2013 speelde Ilejay zijn eerste optreden als officieel lid van de band in het casino Foxwoods, gelegen in de Mashantucket Pequot Indian Reservation in de staat Connecticut.
Ilejay is te horen op het album Hail to the King, dat op 27 augustus 2013 verscheen.

## Islander
Tegenwoordig is Ilejay de drummer van de Amerikaanse nu-metalband Islander. Op 17 juni 2016 bracht de band het nummer "Darkness" uit waarop Ilejay te horen is. Op 5 augustus 2016 volgde het album "Power under control" met Ilejay achter de drums.